# 杰克·安德鲁阿萨
杰克·安德鲁阿萨（英語：Jake Andrewartha，1989年12月24日—），男，澳大利亚柔道运动员。他曾代表澳大利亚参加2014年英联邦运动会柔道比赛，获得一枚铜牌。